# Licking Creek (Clarion River)
Der Licking Creek ist ein etwa 22 Kilometer langer linker Nebenfluss des Clarion River im Clarion County im Nordwesten des US-Bundesstaates Pennsylvania. Er durchfließt die Townships Porter, Monroe, Piney, Toby sowie Licking und entwässert dabei ein Gebiet von rund 134 Quadratkilometer.

## Verlauf
Der Fluss entspringt nordöstlich von Rimersburg im Porter Township. Er fließt vorwiegend in nordwestliche Richtung vorbei an Curllsville und Sligo, wo der Little Licking Creek von links einmündet. Nach der Einmündung des Cherry Run bei Callensburg mündet er selbst von links in den Clarion River.